# Codula occidentalis
Codula occidentalis là một loài ruồi trong họ Asilidae. Codula occidentalis được Clements miêu tả năm 1985. Loài này phân bố ở miền Australasia.